# Канбан-доска
Канба́н-доска́ является одним из инструментов, который может использоваться при внедрении метода управления разработкой «Канбан».
Такие доски можно рассматривать как вариацию на тему традиционных канбан-карточек. Вместо сигнальных карточек, которые обычно обозначают потребность или пропускную способность, вместе с доской используются магниты, пластиковые фишки, цветные шайбы или стикеры для представления рабочих элементов и процессов. Каждый из этих объектов представляет собой этап производственного процесса и движется по доске, по мере прогресса. Такое движение соответствует движению процесса производства. Доска, как правило, разделена на три логические секции: «ожидание», «работа в процессе» и «завершенная работа». Сотрудники перемещают заметки в ту секцию доски, которая соответствует статусу задачи.

## Приложение
Методология канбан может быть использована для организации многих областей жизни. Существует множество вариаций канбан-доски.
Самые простые доски состоят из трех колонок: «сделать» (англ. to-do), «в процессе» (in progress), «сделано»(done).
- Канбан-доска для команды по созданию программного обеспечения.

Наиболее популярная интерпретация канбан-доски для гибкой методологии разработки или так называемой lean-разработки включает следующие колонки в соответствии со статусом задач: обсуждается (backlog), согласовано (ready), пишется код (coding), тестируется (testing), подтверждается (approval) и сделано (done). Также распространена практика именования столбцов иначе, например: далее, разработка, готово, одобрение клиента, перенос изменений на рабочий сервер.
Помимо возможности переименовывать столбцы / статусы на доске Kanban, имеется возможность и увеличивать количество столбцов, однако происходит это с условием дробления существующих.
- Канбан для маркетинговых команд[6].
- Канбан для HR команд[7].
- Управление личными задачами: так называемый «Личный Канбан»[8] был описан и стал популярен благодаря Джиму Бенсону[9].

## Основные принципы
- визуализация рабочего процесса;
- ограничение работы, которая находится в процессе[10];
- перемещение задач от колонки к колонке;
- мониторинг, адаптация и оптимизация[11].

## Онлайн-канбан-доска
Хотя первоначально канбан-доска была реализована в физической форме, многие команды, особенно распределенные, пришли к пониманию удобства использования онлайн-досок.
Развитие онлайн-досок в стиле Kanban получило новый толчок в последнее время. Обусловлено это необходимостью работы по методологии Kanban удалённо.